# Джеймс Манн
Сер Джеймс Гоу Манн (англ. Sir James Gow Mann, Лицар Командор Королівського Вікторіанського ордена, член Лондонського товариства антикварів, 23 вересня 1897 — 5 грудня 1962) — був видатною постаттю в світі мистецтва в середині XX століття, спеціалізувався на вивченні зброї.
Здобув освіту в Вінчестерському коледжі та оксфордському Нью-Коледжі. У Першій світовій війні з 1916 до 1919 року служив у Королівській Артилерії. Був помічником зберігача відділу образотворчого мистецтва в Музеї Ашмола, потім лектором з історії мистецтва в Лондонському університеті, перш ніж стати директором Зібрання Воллеса в 1936 році (займав цю   посаду до самої смерті).